# Ірод Боет
Ірод Боет (Ірод II, Ірод Пилип І, бл. 22 до н. е. — † 33/34) — син Ірода Великого та його третьої дружини Маріамни. Євангелісти Марко та Матвій згадують його у Євангеліях як першого чоловіка Іродіади (Мр. 6:17, Мт. 14:3). Батько Саломії.

## Життя
Ірод І Великий відносився до свого сина Ірод Боета очевидно добре. Оскільки після страти своїх братів Арістобула і Александра, напевно через їх заговір у 7 р. до н. е., 15-ти річний Боет опинився у заповіті Ірода Великого на другому місці. На першому місці був старший син Ірода Великого і його першої дружини Доріс — Антипатр. У 4 році до н. е. після викриття чергового заговору і Антипатр посувається з першого місця, а на нього стає Боет. Однак лише на короткий час. Після розслідування заговору стало відомим, що мати Ірода Боета Маріамна (ІІ) знала про заплановане отруєння Ірода Великого. За це її вигнали з двору, Ірода Боета викреслили із заповіту, а її батька Симона Боета зняли із посади первосвященика.
По смерті Ірода Великого відбувся переділ володінь і затвердження імператором Октавіаном Августом його спадку між братами згаданими у заповіті — Іродом Антипою, Ірод Архелаєм та Іродом Филипом ІІ. Боетос залишився без спадку — звідти і отримав своє прізвисько Безземельний. Проте він залишився членом царської фамілії і одружився зі своєю племінницею Іродіадою — дочкою юдейського принца Арістобула та його дружини Береніки і також внучкою Ірода Великого та його другої дружини Маріамни (І). Із цього шлюбу народилася Саломія (* бл. 8 року) — з 54 року царівна Халкіди і Малої Вірменії. У церковній традиції її ім'я пов'язане з смертю Івана Хрестителя, хоча не вказане прямо у Новому Завіті (Мр. 6:25-28), а вона лише згадана як дочка Іродіади, та не за іменем. Ім'я Саломія назване у Йосипа Флавія, в його історичному творі Юдейські старожитності. Ірод Боет не займався державними справами і жив приватним життям, однак відвідував своїх братів. При таких візитах і залишилася його владолюбна дружина Іродіада у його брата Ірода Антипи, який очевидно закохався у неї, та навіть розлучився із своєю першою дружиною, дочкою царя набатеїв Арети IV. Такий незвичний зв'язок не залишився поза увагою. За Старим Завітом — такий шлюб суперечить юдейському закону (Лев. 18:16), коли заборонено чоловіку бачити дружину свого брата без одягу. За ці дії він попадає під нищівну критику Івана Хрестителя. Ірод Антипа ув'язнює Івана Хрестителя, а його розлючена дружина Іродіада використовуючи можливість домагається в Антипи за допомогою Саломії страти Івана (Мт. 14:1-12, Мр. 6:14-19, Лк. 9:7-9). Йосип Флавій ставить ці події також і з війною царя набатеїв Арети IV проти Антипи у один ряд.
 Про подальше життя Боета відомостей не залишилося, однак сім'я його матері залишається значущою у історії Юдеї, а її члени і далі займають посади первосвящеників.